# Campionato Italiano Velocità 2011
Il campionato italiano velocità 2011  è la novantesima edizione del campionato italiano velocità. In questa annata sono attive sei categorie: la Superbike, la Supersport, la Stock 1000, la Stock 600, la Moto2 (novità della stagione) e la classe 125. 

## Stagione
La Moto2 corre insieme alla Supersport, ma con classifica separata; analogamente per la Moto3 con la 125 (in questo caso, però, non si assegnerà un titolo di Campione Italiano, ma solo la vittoria di un Challenge). La stagione si apre il dieci aprile e termina domenica ventitré ottobre: sono previste tre prove in due diversi momenti sia al Mugello che a Misano, un solo evento sia a Monza che a Vallelunga per un totale di otto gare.

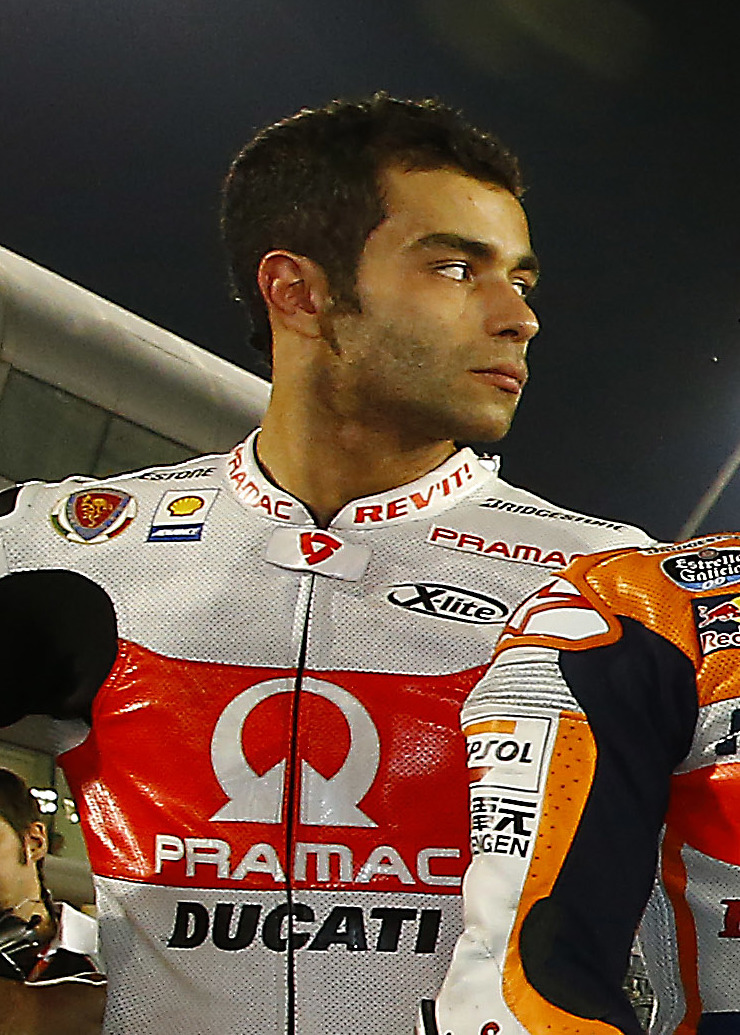
Danilo Petrucci, in questa stagione campione italiano Stock 1000 e vice-campione FIM Cup.

Il titolo piloti Superbike viene vinto da Matteo Baiocco con la Ducati 1098R del team Barni Racing. Al secondo posto, staccato di soli quattro punti dalla vetta, si posiziona Alessandro Polita, anch'egli su Ducati, così come il terzo classificato Federico Sandi. Il campionato costruttori se lo aggiudica Ducati che vince 7 delle 8 prove stagionali monopolizzando tutti i posti sul podio tranne nella gara inaugurale al Mugello, dove la vittoria va alla wild card Roberto Rolfo che porta al successo Kawasaki dopo otto anni di digiuno (le precedenti affermazioni furono con Mauro Sanchini nel 2003). Il titolo piloti nella categoria Supersport se lo aggiudica Ilario Dionisi su una Honda CBR600RR del team Improve che ha prevalso di nove lunghezze sul campione uscente Roberto Tamburini; al terzo posto Alessio Velini, compagno di marca di Dionisi, che chiude a trentun punti dalla vetta. Equilibrio anche nel campionato riservato ai costruttori dove Honda ha ottenuto il titolo per 15 punti su Yamaha e ventitré punti su Kawasaki, più staccati gli altri due costruttori. Il titolo dell'edizione inaugurale della Moto2 va ad Alessandro Andreozzi che, in sella ad una FTR M211, conquista cinque delle otto gare in programma staccando di dieci punti il più prossimo degli inseguitoriː Mattia Tarozzi.
Nella categoria Stock 1000 il campionato piloti vede primeggiare Danilo Petrucci con una Ducati 1098R del team Barni Racing, secondo staccato di 43 punti si posiziona Ivan Clementi con una BMW S1000RR del Asia Competition, al terzo posto Fabrizio Perotti, compagno di marca di Clementi. Per quel che riguarda la graduatoria costruttori prevale Ducati con 164 punti e sei vittorie in stagione. Secondo posto, a soli quattordici punti dalla vetta, per BMW che conquista un posto sul podio in tutte le gare tranne l'ultima. Nella Stock 600 il titolo va a Berardino Lombardi che sopravanza di ventiquattro punti Riccardo Russo, terzo si posiziona il russo Vladimir Leonov capace di vincere tre gare in stagione. Dominio Yamaha tra i costruttori con ben dodici piloti della casa dei tra diapason nelle prime dodici posizioni di questo campionato, tutte le gare vinte e tutti i posti sul podio occupati staccando di oltre centosessanta punti la concorrenza.
Per quanto concerne la Classe 125, il titolo va a Niccolò Antonelli che sopravanza di otto punti Romano Fenati, al terzo posto si posiziona Kevin Calia, staccato di trentacinque punti dalla vetta. Il Challenge di Moto3, disputato da soli tre piloti, va ad Armando Pontone che conquista sette gare su otto in sella ad una Ioda TR001. Tra i costruttori prevale Aprilia (undici piloti della casa di Noale nelle prime undici posizioni) che vince tutte le gare di questa edizione del Campionato italiano.

## Calendario[14]
Dove non indicata la nazionalità si intende pilota italiano.
| Prova | Data         | Circuito   | Vincitore         | Vincitore         | Vincitore           | Vincitore            | Vincitore            | Vincitore         |
| Prova | Data         | Circuito   | Superbike         | Supersport 600    | Stock 1000          | Stock 600            | Moto2                | Classe 125        |
| ----- | ------------ | ---------- | ----------------- | ----------------- | ------------------- | -------------------- | -------------------- | ----------------- |
| 1     | 10 aprile    | Misano     | Roberto Rolfo     | Ilario Dionisi    | Danilo Petrucci     | Riccardo Russo       | Diego Ciavattini     | Miroslav Popov    |
| 2     | 1º maggio    | Monza      | Matteo Baiocco    | Ilario Dionisi    | Lorenzo Zanetti     | Nicola J. Morrentino | Alessandro Andreozzi | Romano Fenati     |
| 3     | 25 giugno    | Misano     | Matteo Baiocco    | Ilario Dionisi    | Danilo Petrucci     | Berardino Lombardi   | Alessandro Andreozzi | Romano Fenati     |
| 4     | 26 giugno    | Misano     | Luca Conforti     | Roberto Tamburini | Riccardo Della Ceca | Vladimir Leonov      | Alessandro Andreozzi | Romano Fenati     |
| 5     | 23 luglio    | Mugello    | Alessandro Polita | Roberto Tamburini | Danilo Petrucci     | Berardino Lombardi   | Mattia Tarozzi       | Niccolò Antonelli |
| 6     | 24 luglio    | Mugello    | Matteo Baiocco    | Roberto Tamburini | Andrea Antonelli    | Vladimir Leonov      | Mattia Tarozzi       | Niccolò Antonelli |
| 7     | 11 settembre | Vallelunga | Federico Sandi    | Roberto Tamburini | Danilo Petrucci     | Vladimir Leonov      | Alessandro Andreozzi | Romano Fenati     |
| 8     | 23 ottobre   | Mugello    | Alessandro Polita | Stefano Cruciani  | Danilo Petrucci     | Berardino Lombardi   | Alessandro Andreozzi | Niccolò Antonelli |

## Superbike

### Iscritti[55]
Dove non indicata la nazionalità si intende pilota italiano.
|     | Pilota                    | Motoclub               | Squadra                    | Motocicletta      | Gomma |
| --- | ------------------------- | ---------------------- | -------------------------- | ----------------- | ----- |
| 3   | Andrea Tutino             | Firenze                |                            | BMW S 1000 RR     | P     |
| 4   | Matteo Milanese           | Verona                 | Racemania Motor            | Yamaha YZF-R1     | P     |
| 4   | Matteo Milanese           | Verona                 | Racemania Motor            | BMW S 1000 RR     | P     |
| 5   | Riccardo Chiarello        | Brogliano              | T.R. Corse                 | Ducati 1198       | P     |
| 7   | Christian Pratelli        | Enzo Vanni             |                            | MV Agusta F4      | D     |
| 8   | Federico Mandatori        | Misano Adriatico       | Gabrielli Racing           | Aprilia RSV4 1000 | M     |
| 10  | Lorenzo Mauri             | Oggiono                | Gabrielli Racing           | Aprilia RSV4 1000 | M     |
| 11  | Flavio Gentile            | Wolf & Fox             | Althea Racing              | Ducati 1198       | P     |
| 12  | Ivan Goi                  | Puccetti Racing        | Ecodem TRD Racing          | Aprilia RSV4 1000 | D     |
| 14  | Giampaolo Cristini        | Squadra Corse          |                            | BMW S 1000 RR     | P     |
| 15  | Matteo Baiocco            | Franco Uncini          | Team Barni                 | Ducati 1198       | P     |
| 17  | Luca Pedersoli            | Lumezzane              | Batter Pedersoli Motosport | Ducati 1198       | P     |
| 18  | Mark Aitchison            | Australia              | Team Pedercini             | Kawasaki ZX-10R   | P     |
| 19  | Remo Castellarin          | Gentlemen's            |                            | BMW S 1000 RR     | D     |
| 20  | Francesco Ciacci          | Furious Bull Sibarys   | DMR Racing                 | BMW S 1000 RR     | P     |
| 21  | Marco Borciani            | Biassono               | Team Pedercini             | Kawasaki ZX-10R   | P     |
| 23  | Federico Sandi            | Ottobiano              | Althea Racing              | Ducati 1198       | M     |
| 24  | Luca Conforti             | Franciacorta           | Althea Racing              | Ducati 1198       | M     |
| 26  | Enrico Pasini             | Nuove Frontiere        | Racemania Motor            | Yamaha YZF-R1     | P     |
| 29  | Giuseppe Zannini          | F. Baracca             |                            | Honda CBR 1000RR  | P     |
| 30  | Patrizio Cinnirella       | CTBK Group             | Asia Competition           | BMW S 1000 RR     | D     |
| 31  | Alessandro Antonello      | Pompone                | Nuova M2 Racing            | Aprilia RSV4 1000 | P     |
| 32  | Fabrizio Lai              | Monza                  | Echo Sport Racing          | Honda CBR 1000RR  | P     |
| 36  | Valter Durigon            | Omobono Tenni          | DMR Racing                 | BMW S 1000 RR     | D     |
| 37  | Davide Caselli            | Franciacorta           | N & C Racing               | BMW S 1000 RR     | P     |
| 39  | Alessio Aldrovandi        | Portomaggiore          | Penta Race                 | BMW S 1000 RR     | P     |
| 41  | Gabriele Perri            | Daniel Bonara          |                            | Honda CBR 1000RR  | D     |
| 44  | Roberto Rolfo             | Svizzera               | Team Pedercini             | Kawasaki ZX-10R   | P     |
| 45  | Martin Bauer              | Austria                |                            | KTM RC8R          | D     |
| 49  | Enzo Chiapello            | Drivers Cuneo          | Nuova M2 Racing            | Aprilia RSV4 1000 | P     |
| 52  | James Toseland            |                        |                            | BMW S 1000 RR     |       |
| 53  | Alessandro Polita         | Misano Adriatico       | Team Barni                 | Ducati 1198       | P     |
| 55  | Letizia Marchetti         | LD                     |                            | Suzuki GSX-R1000  | D     |
| 64  | Norino Brignola           | Brignola Racing        | Suriano Racing by Boselli  | Suzuki GSX-R1000  | P     |
| 69  | Gianluca Nannelli         | Firenze                | MM Racing                  | BMW S 1000 RR     | D     |
| 69  | Gianluca Nannelli         | Firenze                | Grandi Corse               | Ducati 1198       | M     |
| 73  | Simone Saltarelli         | Senigallia             | Grandi Corse               | Ducati 1198       | M     |
| 76  | Gianluca Battisti         | Quarantaquattro Racing | Quarantaquattro Racing     | Honda CBR 1000RR  | D     |
| 79  | Maxim Averkin             | Russia                 |                            | BMW S 1000 RR     | D     |
| 79  | Maxim Averkin             | Russia                 | Penta Race                 | BMW S 1000 RR     | P     |
| 81  | Sebastiano Zerbo          | Biassono               |                            | BMW S 1000 RR     | B     |
| 84  | Giacomo Cucci             | Gentlemen's            | MM Racing                  | BMW S 1000 RR     | D     |
| 91  | Riccardo Fusco            | Biassono               | Mazzoli Corse              | BMW S 1000 RR     | D     |
| 94  | Fulvio Faccietti          | Ducale                 | Team Pedercini             | Kawasaki ZX-10R   | P     |
| 111 | Giovanni Baggi            | Pandino                | Nuova M2 Racing            | Aprilia RSV4 1000 | P     |
| 120 | Daniele Avvisti           | D.N.A. Corse           |                            | BMW S 1000 RR     |       |
| 152 | Samuel Maggiori           | Mimmo Corse            |                            | BMW S 1000 RR     | P     |
| 188 | Riccardo Di Pietrogiacomo | Gladio Corse           | Suriano Racing by Boselli  | Suzuki GSX-R1000  | P     |
| 391 | Alessandro Gramigni       | Firenze                |                            | Yamaha YZF-R1     |       |

| Legenda            |
| ------------------ |
| Pilota wildcard    |
| Pilota sostitutivo |

### Classifiche

#### Classifica Piloti[3]
| Pos. | Pilota                    | Moto         | 1 MIS | 2 MON | 3 MIS | 4 MIS | 5 MUG | 6 MUG | 7 VAL | 8 MUG | P.ti |
| ---- | ------------------------- | ------------ | ----- | ----- | ----- | ----- | ----- | ----- | ----- | ----- | ---- |
| 1    | Matteo Baiocco            | Ducati       | 6     | 1     | 1     | 2     | 2     | 1     | 2     | 4     | 158  |
| 2    | Alessandro Polita         | Ducati       | 3     | 3     | 2     | 3     | 1     | 2     | 3     | 1     | 154  |
| 3    | Federico Sandi            | Ducati       | 2     | 5     | 3     | Rit   | 3     | 3     | 1     | 2     | 124  |
| 4    | Luca Conforti             | Ducati       | 4     | 2     | 10    | 1     | 6     | Rit   | 4     | 3     | 103  |
| 5    | Federico Mandatori        | Aprilia      | 11    | 4     | 4     | Rit   | 4     | 5     | 5     | 9     | 73   |
| 6    | Flavio Gentile            | Ducati       | 8     | 7     | 7     | 10    | 7     | Rit   | 9     | 7     | 57   |
| 7    | Fabrizio Lai              | Honda        | 13    | 9     | 6     | 6     | 9     | 7     | 6     | 16    | 56   |
| 8    | Lorenzo Mauri             | Aprilia      | 9     | 6     | Rit   | 7     | 10    | 6     | Rit   | 6     | 52   |
| 9    | Simone Saltarelli         | Ducati       | 5     | Rit   | 13    | 5     | 5     | 4     | Rit   | Rit   | 49   |
| 10   | Ivan Goi                  | Aprilia      | 7     | Rit   | 5     | Rit   | 14    | 9     | 10    | 8     | 43   |
| 11   | Alessio Aldrovandi        | BMW          | 12    | 8     | 9     | 8     | 8     | 8     |       | Rit   | 43   |
| 12   | Gianluca Nannelli         | BMW e Ducati | Rit   | 10    |       | 11    | 13    | 8     | 5     |       | 33   |
| 13   | Davide Caselli            | BMW          | 16    | Rit   | 12    | 9     | 19    | 10    | 11    | 10    | 28   |
| 14   | Roberto Rolfo             | Kawasaki     | 1     |       |       |       |       |       |       |       | 25   |
| 15   | Fulvio Faccietti          | Kawasaki     | NP    | 12    | 11    | 11    | 13    | 11    | Rit   | 17    | 22   |
| 16   | Luca Pedersoli            | Ducati       | 15    | Rit   | 8     | Rit   | 15    | Rit   | 7     | Rit   | 17   |
| 17   | Francesco Ciacci          | BMW          | 14    | Rit   | 14    | 12    | 12    | 14    | Rit   | 13    | 17   |
| 18   | Mark Aitchison            | Kawasaki     |       |       | Rit   | 4     |       |       |       |       | 13   |
| 19   | Giovanni Baggi            | Aprilia      | 17    | 13    | Rit   | Rit   | 25    | 15    | 12    | 11    | 13   |
| 20   | Samuele Maggiori          | BMW          | 18    | 15    | 16    | 13    | 16    | Rit   | 14    | 15    | 7    |
| 21   | Marco Borciani            | Kawasaki     | 10    |       |       | Rit   |       |       |       |       | 6    |
| 22   | Riccardo Chiarello        | Ducati       | NP    | 11    |       |       |       |       |       |       | 5    |
| 23   | Enrico Pasini             | Yamaha       | Rit   | Rit   |       |       | 17    | Rit   |       | 12    | 4    |
| 24   | Riccardo Fusco            | BMW          |       |       |       |       | Rit   | 12    |       |       | 4    |
| 25   | Giacomo Cucci             | BMW          |       |       |       |       |       |       | 13    |       | 3    |
| 26   | Remo Castellarin          | BMW          |       |       |       |       |       |       | Rit   | 14    | 2    |
| 27   | Maxim Averkin             | BMW          | 19    | Rit   | Rit   | 14    | 18    | 16    |       |       | 2    |
| 28   | Matteo Milanese           | Yamaha e BMW | 22    | 14    | Rit   | 16    | 21    | 19    |       | 21    | 2    |
| 29   | Riccardo Di Pietrogiacomo | Suzuki       | 21    | 17    | Rit   | 17    | 24    | 21    | 15    | 18    | 1    |
| 30   | Giuseppe Zannini          | Honda        | 20    |       | 18    | 15    | NQ    | NQ    |       |       | 1    |
| 31   | Norino Brignola           | Suzuki       | Rit   |       | 15    | Rit   |       |       |       |       | 1    |
| Pos. | Pilota                    | Moto         | 1 MIS | 2 MON | 3 MIS | 4 MIS | 5 MUG | 6 MIG | 7 VAL | 8 MUG | P.ti |

| Legenda | 1º posto        | 2º posto            | 3º posto           | A punti      | Senza punti        | Grassetto – Pole position Corsivo – Giro più veloce |
| Legenda | Gara non valida | Non qual./Non part. | Ritirato/Non class | Squalificato | '-' Dato non disp. | Grassetto – Pole position Corsivo – Giro più veloce |

#### Costruttori[4]
| Pos. | Costruttore | 1 MIS | 2 MON | 3 MIS | 4 MIS | 5 MUG | 6 MUG | 7 VAL | 8 MUG | P.ti |
| ---- | ----------- | ----- | ----- | ----- | ----- | ----- | ----- | ----- | ----- | ---- |
| 1    | Ducati      | 2     | 1     | 1     | 1     | 1     | 1     | 1     | 1     | 195  |
| 2    | Aprilia     | 7     | 4     | 4     | 7     | 4     | 5     | 5     | 6     | 89   |
| 3    | Honda       | 13    | 9     | 6     | 6     | 9     | 7     | 6     | 16    | 56   |
| 4    | Kawasaki    | 1     | 12    | 11    | 4     | 13    | 11    | Rit   | 17    | 55   |
| 5    | BMW         | 12    | 8     | 9     | 8     | 8     | 8     | 11    | 10    | 54   |
| 6    | Yamaha      | 22    | 14    | Rit   | 16    | 17    | Rit   |       | 12    | 6    |
| 7    | Suzuki      | 21    | 17    | 15    | 17    | 20    | 21    | 15    | 18    | 2    |
| NC   | MV Agusta   | 24    |       | Rit   | NP    |       |       |       |       | 0    |
| -    | KTM         |       |       |       |       |       |       |       | NP    | 0    |

## Supersport

### Iscritti[56]
Dove non indicata la nazionalità si intende pilota italiano.
|     | Pilota                       | Motoclub               | Squadra                  | Motocicletta        | Gomma |
| --- | ---------------------------- | ---------------------- | ------------------------ | ------------------- | ----- |
| 1   | Roberto Tamburini            | A.S. Moto Domani       | Bike Service             | Yamaha YZF R6       | M     |
| 5   | Alessio Velini               | Jarno Saarinen         | Team Velmotor            | Honda CBR600RR      | P     |
| 7   | Oleg Pozdneev                | Russia                 | Team Riva Moto           | Yamaha YZF R6       | P     |
| 8   | Giovanni Altomonte           | Biassono               |                          | Honda CBR600RR      | P     |
| 9   | Alessandro Bonecchi Borgazzi | Inverunese             | Bargy Design             | Yamaha YZF R6       | M     |
| 10  | Paolo Vino                   | Inverunese             | Bargy Design             | Yamaha YZF R6       | M     |
| 12  | Stefano Cruciani             | Misano Adriatico       | Puccetti Racing Kawasaki | Kawasaki ZX-6R      | P     |
| 13  | Umberto Falaschi             | Stop and Go            |                          | Suzuki GSX-R600     | M     |
| 17  | Emili Mitja                  | Trieste                | Puccetti Racing Kawasaki | Kawasaki ZX-6R      | P     |
| 19  | Valery Yurchenko             | Russia                 | Team Riva Moto           | Yamaha YZF R6       | P     |
| 24  | Eduard Blokhin               | Russia                 | Team Riva Moto           | Yamaha YZF R6       | P     |
| 31  | Daniel Berclaz               | Biassono               |                          | Yamaha YZF R6       | P     |
| 32  | Mirko Giansanti              | Puccetti Racing        | Puccetti Racing Kawasaki | Kawasaki ZX-6R      | P     |
| 33  | Jed Metcher                  | Australia              | Team Riva Moto           | Yamaha YZF R6       | P     |
| 34  | Nico Vivarelli               | Monaco                 |                          | Triumph Daytona 675 | P     |
| 39  | Alessandro Gramigni          | Firenze                |                          | Yamaha YZF R6       | D     |
| 45  | Marco Faccani                | SMA Racing E. Bros     |                          | Honda CBR600RR      | P     |
| 55  | Massimo Roccoli              |                        |                          | Kawasaki ZX-6R      | P     |
| 57  | Ilario Dionisi               | Gentlemen's            | Scuderia Improve         | Honda CBR600RR      | M     |
| 61  | Fabio Menghi                 | Renzo Pasolini         | VFT Racing               | Yamaha YZF R6       | D     |
| 66  | Tony Coveña                  | The Netherlands        |                          | Yamaha YZF R6       | P     |
| 73  | Diego Ciavattini             | E.S. Racing            |                          | Honda CBR600RR      | D     |
| 77  | Simone Bugatti               | Quarantaquattro Racing |                          | Honda CBR600RR      | D     |
| 79  | Andrea Pasetto               | Omobono Tenni          | Velmotor by xone         | Honda CBR600RR      | P     |
| 81  | Cristiano Erbacci            | RBC Racing             |                          | Yamaha YZF R6       |       |
| 82  | Yuri Vigilucci               | E. Viti                |                          | Yamaha YZF R6       | P     |
| 84  | Mattia Roncoroni             | Azzate                 |                          | Yamaha YZF R6       | P     |
| 85  | Alessio Palumbo              | Le Volpi Bianche       | Team Velmotor            | Honda CBR600RR      | P     |
| 87  | Luca Marconi                 | Paolo Tordi            | Bike Service             | Yamaha YZF-R6       | P     |
| 87  | Luca Marconi                 | Paolo Tordi            | Bike Service             | Yamaha YZF-R6       | D     |
| 88  | Manuel Ferretti              | M.V. Racing Team       |                          | Kawasaki ZX-6R      | P     |
| 90  | Mitchell Pirotta             | Australia              |                          | Honda CBR600RR      | P     |
| 112 | Daniele D'Addamo             | Fuori Giri             | 851 Racing Team          | Yamaha YZF R6       | M     |
| 121 | William Marconi              | Marconi Racing         |                          | Yamaha YZF R6       | D     |
| 131 | Mario Giuseppe Barone        | Conselice              |                          | Yamaha YZF R6       | P     |
| 177 | Daniele Ferri                | Carevetus              |                          | Yamaha YZF R6       | D     |
| 211 | Marco Marcheluzzo            | Firenze                |                          | Triumph Daytona 675 | M     |
| 341 | Alessandro Mantia            | M.V. Racing Team       |                          | Kawasaki ZX-6R      | P     |
| 751 | Beniamino Gallo              | Firenze                | Team Velmotor            | Honda CBR600RR      | P     |
| 811 | Samuele Cini                 | Drivers Cuneo          |                          | Yamaha YZF R6       | P     |
| 951 | Emiliano Ambrogioni          | Gentlemen's            | Pennese Racing           | Honda CBR600RR      | P     |

| Legenda            |
| ------------------ |
| Pilota wildcard    |
| Pilota Sostitutivo |

### Classifiche

#### Classifica Piloti[6]
| Pos. | Pilota              | Moto     | 1 MIS | 2 MON | 3 MIS | 4 MIS | 5 MUG | 6 MUG | 7 VAL | 8 MUG | P.ti |
| ---- | ------------------- | -------- | ----- | ----- | ----- | ----- | ----- | ----- | ----- | ----- | ---- |
| 1    | Ilario Dionisi      | Honda    | 1     | 1     | 1     | 3     | 2     | Rit   | 2     | 5     | 142  |
| 2    | Roberto Tamburini   | Yamaha   |       | 2     | Rit   | 1     | 1     | 1     | 1     | 4     | 133  |
| 3    | Alessio Velini      | Honda    | 2     | 5     | 3     | 4     | 5     | 5     | 7     | 2     | 111  |
| 4    | Mirko Giansanti     | Kawasaki | 3     | 3     | 5     | 5     | 3     | 4     | 5     | 3     | 110  |
| 5    | Stefano Cruciani    | Kawasaki | 5     | 8     | 4     | 8     | 4     | 2     | 6     | 1     | 108  |
| 6    | Alessio Palumbo     | Honda    | 4     | 6     | 6     | 6     | Rit   | 3     | 4     | 6     | 82   |
| 7    | Fabio Menghi        | Yamaha   | 8     | 11    | 9     | 7     | 6     | 7     | Rit   |       | 48   |
| 8    | Cristiano Erbacci   | Yamaha   | 9     | 4     | 7     | Rit   | 7     | Rit   | 9     |       | 45   |
| 9    | Alessandro Gramigni | Yamaha   | 6     | 9     | 8     | Rit   |       |       | 3     | NP    | 41   |
| 10   | Massimo Roccoli     | Kawasaki |       |       | 2     | 2     |       |       |       |       | 40   |
| 11   | Alessandro Bonecchi | Yamaha   | 11    | 13    | 11    | 10    | 8     | 8     | Rit   | 11    | 40   |
| 12   | Simone Bugatti      | Honda    | Rit   | 10    | 13    | 11    | 10    | 9     | 10    |       | 33   |
| 13   | Marco Marcheluzzo   | Triumph  | 7     | Rit   | 10    | 9     | Rit   | Rit   |       | 10    | 28   |
| 14   | Luca Marconi        | Yamaha   |       | 7     |       |       | 12    | 6     |       |       | 23   |
| 15   | Beniamino Gallo     | Honda    | 12    | Rit   | 12    | 15    | 13    | 12    | 12    | 14    | 22   |
| 16   | Daniel Berclaz      | Yamaha   |       |       | 14    | 12    | 11    | 10    | Rit   |       | 17   |
| 17   | Yuri Vigilacci      | Yamaha   | 14    |       |       |       | 9     | 11    |       |       | 14   |
| 18   | Marco Faccani       | Honda    |       |       |       |       |       |       |       | 7     | 9    |
| 19   | Jed Metcher         | Yamaha   |       |       |       |       |       |       |       | 8     | 8    |
| 20   | Nico Vivarelli      | Triumph  |       |       |       |       |       |       | 8     |       | 8    |
| 21   | Mitja Emili         | Kawasaki |       |       |       |       |       |       |       | 9     | 7    |
| 22   | William Marconi     | Yamaha   | 10    |       |       |       |       |       |       |       | 6    |
| 23   | Oleg Pozdenev       | Yamaha   |       | Rit   | 15    | 14    | 18    | 17    | 14    | 15    | 6    |
| 24   | Daniele Ferri       | Yamaha   |       |       |       |       |       |       | 11    |       | 5    |
| 25   | Emiliano Ambrogioni | Honda    |       |       |       |       |       |       |       | 12    | 4    |
| 26   | Tony Coveña         | Yamaha   |       | 12    |       |       |       |       |       |       | 4    |
| 27   | Manuel Ferretti     | Kawasaki |       |       |       |       | 15    | 13    |       |       | 4    |
| 28   | Giovanni Altomonte  | Honda    |       | 16    |       |       |       |       |       | 13    | 3    |
| 29   | Eduard Blokhin      | Yamaha   |       | 17    |       |       | Rit   | NP    | 13    |       | 3    |
| 30   | Mattia Roncoroni    | Yamaha   |       |       | 16    | 13    |       |       |       |       | 3    |
| 31   | Paolo Vino          | Yamaha   | 13    | Rit   |       |       |       |       |       |       | 3    |
| 32   | Umberto Falaschi    | Suzuki   |       |       |       |       | 14    | 15    |       |       | 3    |
| 33   | Alessandro Mantia   | Yamaha   |       |       |       |       | 16    | 14    |       |       | 2    |
| 34   | Mitchell Pirotta    | Honda    |       | 14    |       |       |       |       |       |       | 2    |
| 35   | Andrea Pasetto      | Honda    |       | 15    |       |       |       |       |       |       | 1    |
| 36   | Valery Yurchenko    | Yamaha   | 15    | 18    |       |       | 17    | 16    |       |       | 1    |
| Pos. | Pilota              | Moto     | 1 MIS | 2 MON | 3 MIS | 4 MIS | 5 MUG | 6 MIG | 7 VAL | 8 MUG | P.ti |

| Legenda | 1º posto        | 2º posto            | 3º posto           | A punti      | Senza punti        | Grassetto – Pole position Corsivo – Giro più veloce |
| Legenda | Gara non valida | Non qual./Non part. | Ritirato/Non class | Squalificato | '-' Dato non disp. | Grassetto – Pole position Corsivo – Giro più veloce |

#### Costruttori[7]
| Pos. | Costruttore | 1 MIS | 2 MON | 3 MIS | 4 MIS | 5 MUG | 6 MUG | 7 VAL | 8 MUG | P.ti |
| ---- | ----------- | ----- | ----- | ----- | ----- | ----- | ----- | ----- | ----- | ---- |
| 1    | Honda       | 1     | 1     | 1     | 3     | 2     | 3     | 2     | 2     | 167  |
| 2    | Yamaha      | 6     | 2     | 7     | 1     | 1     | 1     | 1     | 4     | 152  |
| 3    | Kawasaki    | 3     | 3     | 2     | 2     | 3     | 2     | 5     | 1     | 144  |
| 4    | Triumph     | 7     | Rit   | 10    | 9     | Rit   | Rit   | 8     | 10    | 36   |
| 5    | Suzuki      |       |       |       |       | 14    | 15    |       |       | 3    |

## Moto2

### Iscritti[57]
- Dove non indicata la nazionalità si intende pilota italiano.
- Tutti i piloti sono equipaggiati da gomme Dunlop.[1]
- Non viene assegnato il titolo costruttori.

|     | Pilota                          | Motoclub                | Squadra                    | Motocicletta |
| --- | ------------------------------- | ----------------------- | -------------------------- | ------------ |
| 5   | Lorenzo Segoni                  | Firenze                 |                            | --           |
| 6   | Gabriele D'Alessandro           | Perla Tirreno           | Maranga WRM                | Bimota HB4   |
| 16  | Simone Sanna                    | Biassono                | Grillini Gapam Moto2 Team  | Gapam        |
| 21  | Alessandro Andreozzi            | Andreozzi Reparto Corse | Andreozzi Reparto Corse    | FTR M211     |
| 25  | Danilo Marrancone               | Ivan Palazzese          | Team QDP                   | Bimota HB4   |
| 26  | Nicholas Stizza                 | Civitanova              | Grillini-Gapam Moto2 Team  | Gapam        |
| 27  | Davide Fanelli                  | Team QDP                | Team QDP                   | Bimota HB4   |
| 28  | Ferruccio Lamborghini           | Prorace                 | Forward Racing Junior Team | Suter MMX    |
| 28  | Ferruccio Lamborghini           | Prorace                 | Forward Racing Junior Team | --           |
| 37  | Christian Pratelli              | Enzo Vanni              | Team QDP                   | Bimota HB4   |
| 71  | Mattia Tarozzi                  | Marzeno                 | Faenza Racing              | Suter MMX    |
| 71  | Mattia Tarozzi                  | Marzeno                 | Faenza Racing              | --           |
| 73  | Diego Ciavattini                | E.S. Racing             |                            | G.P.D.       |
| 96  | Luca Pini                       | Ducale                  | Team QDP                   | Bimota HB4   |
| 99  | Tommaso Totti                   | Renzo Pasolini          | WRM Team                   | Rossi Moto   |
| 125 | Alex Baldolini                  | T. Benelli              | WRM Team                   | Rossi Moto   |
| 154 | Tommaso Lorenzetti              | Gentlemen's             | Scuderia Improve           | RSV DR600    |
| 155 | Massimo Roccoli                 | A.S. Moto Domani        |                            | --           |
| 166 | Sebastiano Zerbo                | Biassono                | WRM Team                   | Rossi Moto   |
| 333 | Alberto Eugenio Auad Cavallotti | Argentina               | Quarantaquattro Racing     | --           |
| 343 | Federico D'Annunzio             | 2P Passo Cordone        | I.R.P.                     | Ioda         |
| 343 | Federico D'Annunzio             | 2P Passo Cordone        | I.R.P.                     | FTR M211     |

| Legenda            |
| ------------------ |
| Pilota wildcard    |
| Pilota Sostitutivo |

#### Classifica Piloti[6]
| Pos. | Pilota                          | 1 MIS | 2 MON | 3 MIS | 4 MIS | 5 MUG | 6 MUG | 7 VAL | 8 MUG | P.ti |
| ---- | ------------------------------- | ----- | ----- | ----- | ----- | ----- | ----- | ----- | ----- | ---- |
| 1    | Alessandro Andreozzi            | Rit   | 1     | 1     | 1     | 7     | 3     | 1     | 1     | 150  |
| 2    | Mattia Tarozzi                  | 2     | 3     | 4     | 3     | 1     | 1     | 3     | 7     | 140  |
| 3    | Danilo Marrancone               | 6     | 2     | 3     | 2     | 4     |       | 2     | 4     | 112  |
| 4    | Federico D'Annunzio             | 3     | 4     | 8     | 4     | 2     | 5     | Rit   | Rit   | 81   |
| 5    | Diego Ciavattini                | 1     | 5     | 10    | 5     | SQ    | 4     |       |       | 66   |
| 6    | Nicholas Stizza                 | 7     | 7     | 6     | 10    | Rit   |       | 4     | 6     | 57   |
| 7    | Ferruccio Lamborghini           | Rit   |       | 5     | 7     | 3     | 2     | Rit   |       | 56   |
| 8    | Gabriele D'Alessandro           | SQ    | 9     | 9     | 8     | 5     | 6     |       |       | 43   |
| 9    | Davide Fanelli                  | 4     | 8     | 2     | Rit   |       |       |       |       | 41   |
| 10   | Tommaso Lorenzetti              | 5     | 6     |       |       |       |       |       |       | 21   |
| 11   | Massimo Roccoli                 |       |       |       |       |       |       |       | 2     | 20   |
| 12   | Tommaso Totti                   | 8     | Rit   | 11    | 9     | Rit   |       |       |       | 20   |
| 13   | Lorenzo Segoni                  |       |       | 7     | 6     |       |       |       |       | 19   |
| 14   | Alex Baldolini                  |       |       |       |       |       |       |       | 3     | 16   |
| 15   | Luca Pini                       |       |       |       |       |       |       |       | 5     | 11   |
| 16   | Sebastiano Zerbo                |       |       |       |       |       |       | 5     |       | 11   |
| 17   | Christian Pratelli              |       |       |       |       | 6     |       |       |       | 10   |
| 18   | Simone Sanna                    |       | 10    |       |       |       |       |       |       | 6    |
| NC   | Alberto Eugenio Auad Cavallotti |       |       |       |       |       |       |       | Rit   | 0    |
| Pos. | Pilota                          | 1 MIS | 2 MON | 3 MIS | 4 MIS | 5 MUG | 6 MIG | 7 VAL | 8 MUG | P.ti |

| Legenda | 1º posto        | 2º posto            | 3º posto           | A punti      | Senza punti        | Grassetto – Pole position Corsivo – Giro più veloce |
| Legenda | Gara non valida | Non qual./Non part. | Ritirato/Non class | Squalificato | '-' Dato non disp. | Grassetto – Pole position Corsivo – Giro più veloce |

## Stock 1000

### Iscritti[58]
- Dove non indicata la nazionalità si intende pilota italiano.
- Tutti i piloti sono equipaggiati da gomme Pirelli.[1]

|     | Pilota                   | Motoclub           | Squadra                   | Motocicletta      |
| --- | ------------------------ | ------------------ | ------------------------- | ----------------- |
| 2   | Luca Pavanini            | Arsenico           | Racing Team Gabrielli     | Aprilia RSV4 1000 |
| 3   | Fabrizio Perotti         | Lumezzane          | Play Racing Team          | BMW S1000 RR      |
| 4   | Lorenzo Alfonsi          | Sestese            | Team Riviera FCC          | BMW S1000 RR      |
| 5   | Marco Bussolotti         | Misano Adriatico   | Team Pedercini            | Kawasaki ZX 10R   |
| 6   | Riccardo Della Ceca      | Mimmo Corse        | Barni Racing              | Ducati 1198       |
| 7   | Roberto Antonello        | Pompone            | Team Miazzon              | Kawasaki ZX 10R   |
| 8   | Alessio Corradi          | Ducale             |                           | BMW S1000 RR      |
| 9   | Danilo Petrucci          | Fiamme Oro Milano  | Barni Racing              | Ducati 1198       |
| 11  | Michele De Luca          | Ducale             |                           | Kawasaki ZX 10R   |
| 12  | Alessandro Torcolacci    | Megan Racing       |                           | Yamaha YZF-R1     |
| 14  | Tommaso Gabrielli        | Pompone            | Racing Team Gabrielli     | Aprilia RSV4 1000 |
| 15  | Alessandro Mantia        | M.V. Racing Team   |                           | Yamaha YZF-R1     |
| 16  | Andrea Spadaro           | Trieste            | Nuova M2 Racing           | Honda CBR1000RR   |
| 18  | Ivan Clementi            | Monterosato        | Asia Copetition           | BMW S1000 RR      |
| 19  | Remo Castellarin         | Gentlemen's        | MM Racing                 | BMW S1000 RR      |
| 20  | Sylvain Barrier          | Francia            |                           | BMW S1000 RR      |
| 21  | Andrea Pasetto           | Omobono Tenni      |                           | BMW S1000 RR      |
| 22  | Matteo Gabrielli         | Pompone            | Racing Team Gabrielli     | Aprilia RSV4 1000 |
| 24  | Roberto Anastasia        | Orange Rules       |                           | Honda CBR1000RR   |
| 27  | Giancarlo De Matteis     | Sanremo            | Ecodem Racing             | Aprilia RSV4 1000 |
| 28  | Andrea Antonelli         | Monaco             |                           | Honda CBR1000RR   |
| 32  | Sheridan Morais          | South Africa       |                           | Kawasaki ZX 10R   |
| 34  | Alex Sassaro             | Schio              |                           | Kawasaki ZX 10R   |
| 35  | Raffaele Mattiello       | Gentlemen's        |                           | Yamaha YZF-R1     |
| 36  | Leandro Mercado          | Gentlemen's        | Team Pedercini            | Kawasaki ZX 10R   |
| 41  | Davide Zenari            | Ducale             | Ecodem Racing             | Aprilia RSV4 1000 |
| 43  | Claudio Sergiovich       | Rosman             | PMR                       | Honda CBR1000RR   |
| 44  | Michael Mazzina          | Colico             | HF Racing By Lovatos Bike | KTM 1190 RC8 R    |
| 45  | Gianluca Vizziello       | Biassono           | Team Trasimeno            | Yamaha YZF-R1     |
| 47  | Franco Zenatello         | Verona             |                           | MV Agusta         |
| 47  | Franco Zenatello         | Verona             | Yamaha YZF-R1             |                   |
| 58  | Gabriel Berclaz          | Biassono           |                           | Honda CBR1000RR   |
| 59  | Niccolò Canepa           | Gentlemen's        |                           | Kawasaki ZX 10R   |
| 59  | Niccolò Canepa           | Gentlemen's        | Ducati 1198               |                   |
| 60  | Lorenzo Savadori         | Paolo Tordi        |                           | Kawasaki ZX 10R   |
| 60  | Lorenzo Savadori         | Paolo Tordi        | Barni Racing              | Ducati 1198       |
| 66  | Billy McConnell          | Inghilterra        | Team Pedercini            | Kawasaki ZX 10R   |
| 67  | Bryan Staring            | Australia          | Team Pedercini            | Kawasaki ZX 10R   |
| 72  | Cristiano Erbacci        | RBC Racing Team    |                           | BMW S1000 RR      |
| 77  | Marco Muzio              | Sestrese           | DMR Racing Team           | BMW S1000 RR      |
| 82  | Alvise Benato            | Playlife Sports    |                           | Kawasaki ZX 10R   |
| 85  | Gianni Colazzo           | Chirone            |                           | Kawasaki ZX 10R   |
| 86  | Cosimo Diamano Diviccaro | Sport Puglia       |                           | BMW S1000 RR      |
| 87  | Lorenzo Zanetti          | Lumezzane          |                           | BMW S1000 RR      |
| 88  | Christopher Moretti      | Renzo Pasolini     | Racing Team Gabrielli     | Aprilia RSV4 1000 |
| 90  | Rocco Andriotta          | Foggia             | Team 3                    | Suzuki GSX-R1000  |
| 91  | Riccardo Fusco           | Biassono           | Mazzoli Corse             | BMW S1000 RR      |
| 99  | Paolo Mauri              | Biassono           |                           | Ducati 1198       |
| 107 | Niccolò Rosso            | Int. MV Agusta     | HF Racing By Lovatos Bike | KTM 1190 RC8 R    |
| 111 | Pietro Maglioni          | Ravenna            | 851 Racing Team           | Kawasaki ZX 10R   |
| 112 | Daniele Addamo           | Fuori Giri         | 851 Racing Team           | Kawasaki ZX 10R   |
| 116 | Andrea Romagnoli         | Milano             |                           | BMW S1000 RR      |
| 119 | Michele Magnoni          | G. Morbidelli      | Baru Racing Team          | BMW S1000 RR      |
| 120 | Daniele Avvisti          | D.N.A. Corse       |                           | BMW S1000 RR      |
| 121 | Nico Vivarelli           | Monaco             |                           | Kawasaki ZX 10R   |
| 127 | Thomas Caiani            | Svizzera           | Kawasaki Puccetti Racing  | Kawasaki ZX 10R   |
| 129 | Michele Stabile          | Pantera            |                           | BMW S1000 RR      |
| 131 | Patrizio Valsecchi       | Motoveloclub Lecco |                           | Aprilia RSV4 1000 |
| 143 | Angelo Raffaele Rubino   | Matera Racing      |                           | Kawasaki ZX 10R   |
| 147 | Eddi La Marra            | Monaco             |                           | Honda CBR1000RR   |
| 181 | Sebastiano Zerbo         | Biassono           |                           | Yamaha YZF-R1     |
| 181 | Sebastiano Zerbo         | Biassono           | BMW S 1000 RR             |                   |
| 199 | Emanuele Russo           | 99 Dieci           |                           | Ducati 1198       |

| Legenda            |
| ------------------ |
| Pilota wildcard    |
| Pilota Sostitutivo |

### Classifiche

#### Classifica Piloti[8]
| Pos. | Pilota              | Moto              | 1 MIS | 2 MON | 3 MIS | 4 MIS | 5 MUG | 6 MUG | 7 VAL | 8 MUG | P.ti |
| ---- | ------------------- | ----------------- | ----- | ----- | ----- | ----- | ----- | ----- | ----- | ----- | ---- |
| 1    | Danilo Petrucci     | Ducati            | 1     | 4     | 1     | 24    | 1     | 15    | 1     | 1     | 139  |
| 2    | Ivan Clementi       | BMW               | 4     | 12    | Rit   | 4     | 2     | 4     | 2     | 4     | 96   |
| 3    | Fabrizio Perotti    | BMW               | 10    | 5     | 5     | 5     | 4     | 3     | 4     | 9     | 88   |
| 4    | Marco Bussolotti    | Kawasaki          | 7     | 7     | 4     | 6     | 5     | 5     | 5     | 10    | 80   |
| 5    | Michele Magnoni     | BMW               | 5     | 2     | 3     | 3     | Rit   | 13    | Rit   | 15    | 77   |
| 6    | Leandro Mercado     | Kawasaki          | 6     | Rit   | 9     | 7     | 3     | 8     | 9     | 3     | 73   |
| 7    | Andrea Antonelli    | Honda             |       |       |       |       | 6     | 1     | 3     | 6     | 61   |
| 8    | Lorenzo Alfonsi     | BMW               | 9     | 8     | 10    | 8     | 8     | 2     | Rit   | Rit   | 57   |
| 9    | Gianluca Vizziello  | Yamaha            | 13    | 15    | 7     | 10    | 9     | 6     | 7     | 7     | 54   |
| 10   | Riccardo Della Ceca | Ducati            | Rit   | Rit   | 2     | 1     |       |       |       | NP    | 45   |
| 11   | Lorenzo Zanetti     | BMW               | 3     | 1     |       |       |       |       |       |       | 41   |
| 12   | Niccolò Canepa      | Kawasaki e Ducati |       | 9     | 6     | 2     |       |       |       |       | 37   |
| 13   | Sylvain Barrier     | BMW               | 2     | 3     |       |       |       |       |       |       | 36   |
| 14   | Lorenzo Savadori    | Kawasaki e Ducati | 8     | Rit   |       |       |       |       |       | 2     | 28   |
| 15   | Marco Muzio         | BMW               | 12    | 11    | 8     | Rit   | 7     | Rit   | Rit   | Rit   | 26   |
| 16   | Alessio Corradi     | BMW               | 28    | SQ    | NP    | Rit   |       |       | 6     | 8     | 18   |
| 17   | Riccardo Fusco      | BMW               | 11    | 10    | Rit   | 9     |       |       |       |       | 18   |
| 18   | Niccolò Rosso       | KTM               | Rit   | 28    | 13    | 15    | 12    | 7     | NQ    | Rit   | 17   |
| 19   | Alex Sassaro        | Kawasaki          | 17    | 16    | 15    | Rit   | 10    | Rit   | 8     | 15    | 16   |
| 20   | Cosimo D. Divaccaro | BMW               | 16    | 26    | 18    | Rit   | 11    | 12    | 11    | 14    | 16   |
| 21   | Pietro Maglioni     | Kawasaki          | 15    | 21    | Rit   | 11    | Rit   | Rit   | 10    |       | 12   |
| 22   | Gino Salvatore      | Suzuki            |       |       | 11    | 13    |       |       |       | 13    | 11   |
| 23   | Bryan Staring       | Kawasaki          | Rit   | 6     |       |       |       |       |       |       | 10   |
| 24   | Rocco Andriotta     | Suzuki            | 22    | 32    | 19    | 23    | 14    | 9     |       |       | 9    |
| 25   | Roberto Antonello   | Kawasaki          | 19    | 22    | 12    | 12    | 17    | 17    | Rit   | Rit   | 8    |
| 26   | Patrizio Valsecchi  | Aprilia           | 14    | Rit   | Rit   | Rit   | Rit   | 11    | 16    |       | 7    |
| 27   | Gabriel Berclaz     | Honda             | 25    | 24    | 17    | 18    | 15    | 14    | 12    |       | 7    |
| 28   | Michael Mazzina     | KTM               | 26    | 29    | 23    | 20    | 19    | 10    | Rit   | Rit   | 6    |
| 29   | Sebastiano Zerbo    | BMW e Yamaha      |       |       | Rit   | 16    |       |       |       | 11    | 5    |
| 30   | Cristiano Erbacci   | Yamaha            |       |       |       |       |       |       |       | 12    | 4    |
| 31   | Christopher Moretti | Aprilia           | 20    | 18    | 14    | 14    | 16    | 20    |       |       | 4    |
| 32   | Davide Zenari       | Aprilia           |       |       |       |       | 18    | Rit   | 13    | 22    | 3    |
| 33   | Andrea Pasetto      | BMW               |       |       |       |       | 13    | Rit   | Rit   |       | 3    |
| 34   | Sheridan Morais     | Kawasaki          | 24    | 13    |       |       |       |       |       |       | 3    |
| 35   | Raffaele Rubino     | Kawasaki          | Rit   | 20    | 16    | 17    | Rit   | 18    | 14    | 18    | 2    |
| 36   | Remo Castellarin    | BMW               | Rit   | 14    |       |       |       |       |       |       | 2    |
| 37   | Matteo Gabrielli    | Aprilia           | 21    | Rit   | Rit   | 21    | Rit   | 21    | 15    | 17    | 1    |
| Pos. | Pilota              | Moto              | 1 MIS | 2 MON | 3 MIS | 4 MIS | 5 MUG | 6 MIG | 7 VAL | 8 MUG | P.ti |

| Legenda | 1º posto        | 2º posto            | 3º posto           | A punti      | Senza punti        | Grassetto – Pole position Corsivo – Giro più veloce |
| Legenda | Gara non valida | Non qual./Non part. | Ritirato/Non class | Squalificato | '-' Dato non disp. | Grassetto – Pole position Corsivo – Giro più veloce |

#### Costruttori[9]
| Pos. | Costruttore | 1 MIS | 2 MON | 3 MIS | 4 MIS | 5 MUG | 6 MUG | 7 VAL | 8 MUG | P.ti |
| ---- | ----------- | ----- | ----- | ----- | ----- | ----- | ----- | ----- | ----- | ---- |
| 1    | Ducati      | 1     | 4     | 1     | 1     | 1     | 15    | 1     | 1     | 164  |
| 2    | BMW         | 2     | 1     | 3     | 3     | 2     | 2     | 2     | 4     | 150  |
| 3    | Kawasaki    | 6     | 6     | 4     | 6     | 3     | 5     | 5     | 3     | 97   |
| 4    | Honda       | 23    | 27    | 17    | 18    | 6     | 1     | 3     | 6     | 61   |
| 5    | Yamaha      | 13    | 15    | 7     | 10    | 9     | 6     | 7     | 7     | 54   |
| 6    | Suzuki      | 22    | 32    | 11    | 13    | 14    | 9     | NQ    | 13    | 20   |
| 7    | KTM         | 26    | 28    | 13    | 15    | 12    | 7     | Rit   | Rit   | 17   |
| 8    | Aprilia     | 14    | 18    | 14    | 14    | 16    | 11    | 13    | 17    | 14   |
| NC   | MV Agusta   |       |       |       |       | Rit   | NP    |       |       | 0    |

## Stock 600

### Iscritti[59]
- Dove non indicata la nazionalità si intende pilota italiano.
- Tutti i piloti sono equipaggiati da gomme Pirelli.[1]

|     | Pilota                 | Motoclub          | Squadra                    | Motocicletta        |
| --- | ---------------------- | ----------------- | -------------------------- | ------------------- |
| 3   | Giuliano Gregorini     | Paolo Tordi       | RCGM Faber Team            | Yamaha YZF R6       |
| 5   | Fabio Marchionni       | Pompone           |                            | Yamaha YZF R6       |
| 6   | Lorenzo De Simone      | Monza             |                            | Honda CBR600RR      |
| 7   | Emanuele Viglieno      | Valema Racing     | PMR                        | Yamaha YZF R6       |
| 9   | Rosario Paratore       | Paolo Tordi       |                            | Yamaha YZF R6       |
| 10  | Simone Fornasari       | Spoleto           |                            | Yamaha YZF R6       |
| 11  | Alessio Sportoletti    | Spoleto           |                            | Yamaha YZF R6       |
| 12  | Franco Morbidelli      | T. Benelli        | Forward Racing Junior Team | Yamaha YZF R6       |
| 13  | Berardino Lombardi     | DG Racing         | Martini Corse              | Yamaha YZF R6       |
| 17  | Luca Salvadori         | Lumezzane         | Bike Service R.T.          | Yamaha YZF-R6       |
| 18  | Christian Gamarino     | Pasini Racing     |                            | Kawasaki ZX-6R      |
| 19  | Tedy Basic             | Croazia           | RCGM Faber Team            | Yamaha YZF R6       |
| 22  | Matteo Dalla Bianca    | Andreani          | VTF Team                   | Yamaha YZF R6       |
| 23  | Daniele Aloisi         | Prischi Racing    |                            | Yamaha YZF R6       |
| 25  | Federico Monti         | Fuori di Testa    |                            | Yamaha YZF R6       |
| 29  | Daniele Beretta        | Biassono          |                            | Yamaha YZF R6       |
| 32  | Christophe Ponsson     | Luxembourg        |                            | Yamaha YZF R6       |
| 33  | Paola Cazzola          | Tenni Treviso     | Team QDP                   | Yamaha YZF-R6       |
| 33  | Paola Cazzola          | Tenni Treviso     | Team QDP                   | Honda CBR600RR      |
| 34  | Benito Tarantino       | Spinea            |                            | Kawasaki ZX-6R      |
| 40  | Nicolo' Lagiongada     | Turbo Lento       |                            | Honda CBR600RR      |
| 44  | Luca Tosetto           | Spinea            |                            | Kawasaki ZX-6R      |
| 50  | Nicola Andolfatto      | Ducati Vicenza    | Team Miazzon               | Kawasaki ZX-6R      |
| 51  | Alessia Polita         | Misano Adriatico  | Andreozzi Reparto Corse    | Yamaha YZF R6       |
| 52  | Manuel Grandi          | Cattolica         |                            | Yamaha YZF R6       |
| 53  | Nicola J. Morrentino   | Ariano            | Elle 2 Ciatti              | Yamaha YZF R6       |
| 55  | Stefano Togni          | UISP Persicetana  |                            | Yamaha YZF R6       |
| 56  | Lorenzo Carbone        | SC Team           |                            | Yamaha YZF R6       |
| 57  | Daniel Tibaldo         | Hatria Racing     |                            | Yamaha YZF R6       |
| 63  | Davide Stirpe          | Zeta Team         |                            | Honda CBR600RR      |
| 64  | Riccardo Cecchini      | RMC Team          |                            | Triumph Daytona 675 |
| 65  | Vladimir Leonov        | Russia            | YMS                        | Yamaha YZF R6       |
| 69  | Paolo Toccacieli       | GMT Racing        | Team Maranga               | Kawasaki ZX-6R      |
| 69  | Paolo Toccacieli       | GMT Racing        | Team Maranga               | Yamaha YZF-R6       |
| 70  | Luca Vitali            | Paolo Tordi       | Forward Racing Junior Team | Yamaha YZF R6       |
| 72  | Marco Ravaioli         | Cecchi            |                            | Yamaha YZF R6       |
| 74  | Gennaro Sabatino       | Calvizzano-Gegè   |                            | Yamaha YZF R6       |
| 75  | Francesco Cocco        | Monaco            | Martini Corse              | Yamaha YZF R6       |
| 77  | Stefano Casalotti      | Bagnolo           | Team Rosso e Nero          | Yamaha YZF R6       |
| 79  | Giulio Lamberti        | Gentlemen's       |                            | Yamaha YZF R6       |
| 81  | Salvatore Torrisi      | N.B. Racing Team  |                            | Yamaha YZF R6       |
| 84  | Riccardo Russo         | Piccole Pesti     | Team Trasimeno             | Yamaha YZF R6       |
| 86  | Romain Lanusse         | Francia           |                            | Yamaha YZF R6       |
| 88  | Gabriele Poma          | Biassono          | TNT Racing                 | Yamaha YZF R6       |
| 89  | Giacomo Mariotti       | Firenze           |                            | Kawasaki ZX-6R      |
| 91  | Luca Oppedisano        | Genova            | Puccetti Racing Kawasaki   | Kawasaki ZX-6R      |
| 93  | Massimiliano Morlacchi | Crostolo          |                            | Yamaha YZF R6       |
| 95  | Emiliano Ambrogioni    | Gentlemen's       |                            | Yamaha YZF R6       |
| 98  | Mattia Cassani         | Santerno          | Team Riviera FCC           | Yamaha YZF R6       |
| 99  | Francesco Cavalli      | Gentlemen's       |                            | Kawasaki ZX-6R      |
| 103 | Vincenzo Lagonigro     | Centaurus         |                            | Yamaha YZF R6       |
| 111 | Yuri Menchetti         | Giotto Vecchio    | Team Riviera FCC           | Yamaha YZF R6       |
| 117 | Juan Felipe Velasco    | Columbia          | Team Trasimeno             | Yamaha YZF R6       |
| 119 | Nico Morelli           | White Blue Team   |                            | Yamaha YZF R6       |
| 134 | Kevin Manfredi         | Motauri La Spezia |                            | Honda CBR600RR      |
| 193 | Alberto Butti          | Bellagio          |                            | Kawasaki ZX-6R      |
| 151 | Filippo Benini         | Renzo Pasolini    |                            | Honda CBR600RR      |
| 165 | Alessio Lo Turco       | Gentlemen's       |                            | Honda CBR600RR      |
| 311 | Macro Ferroni          | Ragno             |                            | Kawasaki ZX-6R      |
| 415 | Federico Dittadi       | Spinea            | Team Riviera FCC           | Yamaha YZF R6       |
| 825 | Joey Pascarella        | AMA               | Elle 2 Ciatti              | Yamaha YZF R6       |

| Legenda            |
| ------------------ |
| Pilota wildcard    |
| Pilota Sostitutivo |

### Classifiche

#### Classifica Piloti[10]
| Pos. | Pilota               | Moto              | 1 MIS | 2 MON | 3 MIS | 4 MIS | 5 MUG | 6 MUG | 7 VAL | 8 MUG | P.ti |
| ---- | -------------------- | ----------------- | ----- | ----- | ----- | ----- | ----- | ----- | ----- | ----- | ---- |
| 1    | Berardino Lombardi   | Yamaha            | 4     | 2     | 1     | 2     | 1     | 14    | 6     | 1     | 140  |
| 2    | Riccardo Russo       | Yamaha            | 1     | Rit   | 13    | 3     | 2     | 3     | 3     | 2     | 116  |
| 3    | Vladimir Leonov      | Yamaha            | 9     | 13    | 2     | 1     | SQ    | 1     | 1     | 7     | 114  |
| 4    | Nicola J. Morrentino | Yamaha            | Rit   | 1     | 6     | 8     | 7     | 2     | 5     | 3     | 99   |
| 5    | Luca Vitali          | Yamaha            | 2     | 5     | 8     | 4     | 8     | 11    | Rit   | 6     | 75   |
| 6    | Franco Morbidelli    | Yamaha            | 8     | 6     | 7     | Rit   | 5     | 25    | 2     | 4     | 71   |
| 7    | Federico Dittadi     | Yamaha            | 13    | 4     | 4     | 10    | 6     | 8     | 10    | 5     | 70   |
| 8    | Federico Monti       | Yamaha            | 3     | SQ    | 21    | 7     | 3     | 21    | 8     | 8     | 57   |
| 9    | Joey Pascarella      | Yamaha            | Rit   | NP    | 3     | 5     | Rit   | 7     | 4     | 10    | 55   |
| 10   | Francesco Cocco      | Yamaha            | 5     | Rit   | 5     | 6     | 4     | 23    | 11    | 29    | 50   |
| 11   | Giuliano Gregorini   | Yamaha            | 6     | 3     | 10    | 15    | Rit   | 9     | 7     | Rit   | 49   |
| 12   | Stefano Casalotti    | Yamaha            | 7     | Rit   | 11    | 14    | 9     | 20    | 12    | 9     | 34   |
| 13   | Christian Gamarino   | Kawasaki          | 11    | 7     | Rit   | 9     |       |       |       |       | 21   |
| 14   | Gennaro Sabatino     | Yamaha            | 10    |       | Rit   | Rit   | 18    | 4     | Rit   | 19    | 19   |
| 15   | Benito Tarantino     | Kawasaki          | 12    | Rit   | SQ    | 13    | 22    | 5     | Rit   | 25    | 18   |
| 16   | Simone Fornasari     | Yamaha            |       | 15    | 9     | Rit   | 10    | 24    | 15    | 13    | 18   |
| 17   | Mattia Cassani       | Yamaha            | 19    | 11    | Rit   | 25    | 16    | 6     | Rit   |       | 15   |
| 18   | Nicolo' Lagiongada   | Honda             |       | 8     | Rit   |       |       |       | 9     |       | 15   |
| 19   | Alessia Polita       | Yamaha            | 14    | Rit   | 12    | Rit   | 13    | 13    | 13    | 18    | 15   |
| 20   | Paolo Toccacieli     | Kawasaki e Yamaha | Rit   | Rit   | 14    | 11    | 11    | 19    | 21    | Rit   | 12   |
| 21   | Luca Salvadori       | Yamaha            | 17    | 9     | Rit   | 19    | 15    | 22    |       |       | 8    |
| 22   | Kevin Manfredi       | Honda             |       |       |       |       | 12    | 12    |       | 24    | 8    |
| 23   | Davide Stirpe        | Honda             |       |       |       |       | 14    | 29    |       | 11    | 7    |
| 24   | Fabio Marchionni     | Yamaha            | Rit   | 16    | NP    | 24    | 17    | 10    | Rit   | 21    | 6    |
| 25   | Romain Lanusse       | Yamaha            |       | 10    |       |       |       |       |       |       | 6    |
| 26   | Marco Ravaioli       | Yamaha            | 25    | 14    | 17    | 12    | Rit   | 28    | Rit   | 23    | 6    |
| 27   | Daniele Beretta      | Yamaha            |       |       |       |       |       |       | Rit   | 12    | 4    |
| 28   | Gabriele Poma        | Yamaha            | 16    | 12    | 19    | Rit   | NP    | 18    |       |       | 4    |
| 29   | Alessio Lo Turco     | Honda             |       |       |       |       |       |       |       | 14    | 2    |
| 30   | Emanuele Viglieno    | Yamaha            | 26    |       | Rit   | 18    | 25    | 26    | 14    | 16    | 2    |
| 31   | Riccardo Cecchini    | Triumph           |       |       |       |       |       |       |       | 15    | 1    |
| 32   | Alessio Sportoletti  | Yamaha            | NP    |       | 28    | 28    | 26    | 15    | 24    | 31    | 1    |
| 33   | Stefano Togni        | Yamaha            |       |       | 15    | 17    |       |       |       |       | 1    |
| 34   | Paola Cazzola        | Yamaha e Honda    | 15    | 24    |       |       | 27    | Rit   | 17    | 26    | 1    |
| Pos. | Pilota               | Moto              | 1 MIS | 2 MON | 3 MIS | 4 MIS | 5 MUG | 6 MIG | 7 VAL | 8 MUG | P.ti |

| Legenda | 1º posto        | 2º posto            | 3º posto           | A punti      | Senza punti        | Grassetto – Pole position Corsivo – Giro più veloce |
| Legenda | Gara non valida | Non qual./Non part. | Ritirato/Non class | Squalificato | '-' Dato non disp. | Grassetto – Pole position Corsivo – Giro più veloce |

#### Costruttori[11]
| Pos. | Costruttore | 1 MIS | 2 MON | 3 MIS | 4 MIS | 5 MUG | 6 MUG | 7 VAL | 8 MUG | P.ti |
| ---- | ----------- | ----- | ----- | ----- | ----- | ----- | ----- | ----- | ----- | ---- |
| 1    | Yamaha      | 1     | 1     | 1     | 1     | 1     | 1     | 1     | 1     | 200  |
| 2    | Kawasaki    | 11    | 7     | 14    | 9     | 11    | 5     | 18    | 17    | 39   |
| 3    | Honda       | 15    | 8     | 25    | 26    | 12    | 12    | 9     | 11    | 29   |
| 4    | Triumph     |       |       |       |       |       |       |       | 15    | 1    |

## Classe 125

### Iscritti[60]
- Dove non indicata la nazionalità si intende pilota italiano.
- Tutti i piloti sono equipaggiati da gomme Dunlop.

|    | Pilota                | Motoclub          | Squadra                 | Motocicletta             | Categoria |
| -- | --------------------- | ----------------- | ----------------------- | ------------------------ | --------- |
| 3  | Andrea Zanella        | Conselice         | Bierretti Racing        | Moriwaki                 | Moto3     |
| 4  | Guiliano Stirpe       | Zeta Team         | IodaRacing Project      | Ioda TR001               | Moto3     |
| 5  | Romano Fenati         | Accademia M.I.    | Racing Team Gabrielli   | Aprilia RS 125           | 125       |
| 6  | Simone Mazzola        |                   | RGCM Faber Team         | Aprilia RS 125           | 125       |
| 7  | Lorenzo Baldassarri   | Franco Uncini     | Ellegi Racing           | Aprilia RS 125           | 125       |
| 9  | Andrea Mantovani      | Renzo Pasolini    | Ellegi Racing           | Aprilia RS 125           | 125       |
| 10 | Alessandro Calgaro    | Pompone           |                         | Honda RS125R             | 125       |
| 16 | Andrea Migno          | GMT Racing        | MGP Racing - 2B         | Aprilia RS 125           | 125       |
| 17 | John McPhee           | Inghilterra       |                         | Aprilia RS 125           | 125       |
| 21 | Michael Ruben Rinaldi | Paolo Tordi       | Racing Team Gabrielli   | Aprilia RS 125           | 125       |
| 23 | Niccolò Antonelli     | Renzo Pasolini    | Racing Team Gabrielli   | Aprilia RS 125           | 125       |
| 26 | Cristiano Carpi       | Crostolo          | Faenza Racing           | Aprilia RS 125           | 125       |
| 27 | Alessandro Giorgi     | Misano Adriatico  | VFT Racing              | Aprilia RS 125           | 125       |
| 28 | Paolo Giacomini       | Morrovalle        | Racing Team Gabrielli   | Aprilia RS 125           | 125       |
| 30 | Federico Fuligni      | T. Benelli Pesaro | Andreozzi Reparto Corse | Aprilia RS 125           | 125       |
| 32 | Giovanni Bonati       | Ducale            |                         | Honda RS125R             | 125       |
| 32 | Giovanni Bonati       | Ducale            | Aprilia RS 125          |                          | 125       |
| 37 | Gianluca Bastianelli  | Andreani          |                         | Friba                    | 125       |
| 43 | Stefano Valtulini     | Monza             |                         | Honda RS125R             | 125       |
| 44 | Riccardo Moretti      | F. Baracca        | Rumi 125GP Team         | Rumi Gobbetto 125GP 2011 | 125       |
| 44 | Riccardo Moretti      | F. Baracca        | Friba                   |                          | 125       |
| 47 | Gondo Toshimitsu      | Chivasso          | Rumi 125GP Team         | Rumi Gobbetto 125GP 2011 | 125       |
| 72 | Federico Fazzina      | Racing Terni      | Ellegi Racing           | Aprilia RS 125           | 125       |
| 73 | Manuel Tatasciore     | Orioli Racing     |                         | Aprilia RS 125           | 125       |
| 74 | Kevin Calia           | Nuove Frontiere   | MGP Racing - 2B         | Aprilia RS 125           | 125       |
| 76 | Hiroki Ono            | Giappone          | Rumi 125GP Team         | Rumi Gobbetto 125GP 2011 | 125       |
| 77 | Alejandro M. Pardo    | Sassuolo          |                         | Friba                    | 125       |
| 80 | Armando Pontone       | Franco Uncini     | IodaRacing Project      | Ioda TR001               | Moto3     |
| 88 | Massimo Parziani      | Portomaggiore     | Faenza Racing           | Aprilia RS 125           | 125       |
| 89 | Fraser Rogers         | Inghilterra       |                         | Aprilia RS 125           | 125       |
| 94 | Christophe Arciero    | Francia           | Ellegi Racing           | Aprilia RS 125           | 125       |
| 95 | Miroslav Popov        | Racing Terni      | Ellegi Racing           | Aprilia RS 125           | 125       |
| 98 | Ryan Wayne            | Inghilterra       |                         | Honda RS125R             | 125       |

| Legenda            |
| ------------------ |
| Pilota wildcard    |
| Pilota Sostitutivo |

### Classifiche

#### Classifica Piloti[12]
| Pos. | Pilota                | Moto            | 1 MIS | 2 MON | 3 MIS | 4 MIS | 5 MUG | 6 MUG | 7 VAL | 8 MUG | P.ti |
| ---- | --------------------- | --------------- | ----- | ----- | ----- | ----- | ----- | ----- | ----- | ----- | ---- |
| 1    | Niccolò Antonelli     | Aprilia         |       | 4     | 2     | 2     | 1     | 1     | 2     | 1     | 148  |
| 2    | Romano Fenati         | Aprilia         | Rit   | 1     | 1     | 1     | 17    | 2     | 1     | 2     | 140  |
| 3    | Kevin Calia           | Aprilia         | 2     | 3     | 4     | 3     | 3     | 3     | SQ    | 3     | 113  |
| 4    | Massimo Parziani      | Aprilia         | 5     | 5     | 3     | 5     | 4     | 5     | 5     | 5     | 95   |
| 5    | Miroslav Popov        | Aprilia         | 1     | 2     | Rit   | 4     | Rit   | 6     | Rit   | 4     | 81   |
| 6    | Alessandro Giorgi     | Aprilia         | 3     | Rit   | 5     | 6     | 6     | NP    | 6     | Rit   | 57   |
| 7    | Cristiano Carpi       | Aprilia         | 7     | 7     | 7     | 9     | 7     | Rit   | 8     |       | 51   |
| 8    | Lorenzo Baldassarri   | Aprilia         | 6     |       |       |       | 5     | 7     | 7     |       | 39   |
| 9    | Paolo Giacomini       | Aprilia         | 4     | 12    | Rit   | 7     | 15    | 14    | 10    | 13    | 38   |
| 10   | Manuel Tatasciore     | Aprilia         |       |       |       |       | 2     | 4     |       |       | 33   |
| 11   | Andrea Mantovani      | Aprilia         | Rit   | Rit   | 6     | 8     | Rit   | 11    | Rit   | 6     | 33   |
| 12   | Stefano Valtulini     | Honda           | 8     |       |       |       | 11    | 9     | 9     | 10    | 33   |
| 13   | Alejandro M. Pardo    | Friba           | 9     | 6     | 8     | Rit   | 10    | 15    | Rit   |       | 32   |
| 14   | Toshimitsu Gondo      | Rumi            | 14    | 8     | Rit   | 10    | 8     | 10    |       |       | 30   |
| 15   | Hiroki Ono            | Rumi            |       |       |       |       | Rit   | Rit   | 3     | 9     | 23   |
| 16   | Riccardo Moretti      | Rumi e Friba    | 10    | 9     | Rit   | NP    |       |       |       | 7     | 22   |
| 17   | Michael Ruben Rinaldi | Aprilia         |       |       |       |       |       |       | 4     | 8     | 21   |
| 18   | Giovanni Bonati       | Honda e Aprilia | 12    | 13    | 10    | 11    | 16    | 17    |       |       | 18   |
| 19   | Gianluca Bastianelli  | Friba           | 11    | 11    | 9     | Rit   | Rit   | Rit   |       |       | 17   |
| 20   | Andrea Migno          | Aprilia         |       |       |       |       | 9     | 8     |       |       | 15   |
| 21   | Federico Fuligni      | Aprilia         | 13    | 10    | Rit   | Rit   | Rit   | 16    | Rit   | Rit   | 9    |
| 22   | John McPhee           | Aprilia         |       |       |       |       | 12    | 12    |       |       | 8    |
| 23   | Fraser Rogers         | Aprilia         |       |       |       |       | 13    | 13    |       |       | 6    |
| 24   | Christophe Arciero    | Aprilia         |       |       |       |       |       |       |       | 11    | 5    |
| 25   | Federico Fazzina      | Aprilia         |       |       |       |       |       |       |       | 12    | 4    |
| 26   | Ryan Wayne            | Honda           |       |       |       |       | 14    | Rit   |       |       | 2    |
| NC   | Alessandro Calgaro    | Honda           |       |       |       |       | 18    | 18    |       |       | 0    |
| Pos. | Pilota                | Moto            | 1 MIS | 2 MON | 3 MIS | 4 MIS | 5 MUG | 6 MIG | 7 VAL | 8 MUG | P.ti |

| Legenda | 1º posto        | 2º posto            | 3º posto           | A punti      | Senza punti        | Grassetto – Pole position Corsivo – Giro più veloce |
| Legenda | Gara non valida | Non qual./Non part. | Ritirato/Non class | Squalificato | '-' Dato non disp. | Grassetto – Pole position Corsivo – Giro più veloce |

#### Moto3 Challenge[12]
| Pos. | Pilota          | Moto     | 1 MIS | 2 MON | 3 MIS | 4 MIS | 5 MUG | 6 MUG | 7 VAL | 8 MUG | P.ti |
| ---- | --------------- | -------- | ----- | ----- | ----- | ----- | ----- | ----- | ----- | ----- | ---- |
| 1    | Armando Pontone | Ioda     | 1     | 1     | 1     | 1     | 1     | 1     | 2     | 1     | 195  |
| 2    | Andrea Zanella  | Moriwaki | NP    | 3     | 3     | 2     | 2     | 3     | 1     | 3     | 129  |
| 3    | Giuliano Stirpe | Ioda     |       | 2     | 2     | 3     | Rit   | 2     |       | 2     | 96   |
| Pos. | Pilota          | Moto     | 1 MIS | 2 MON | 3 MIS | 4 MIS | 5 MUG | 6 MIG | 7 VAL | 8 MUG | P.ti |

| Legenda | 1º posto        | 2º posto            | 3º posto           | A punti      | Senza punti        | Grassetto – Pole position Corsivo – Giro più veloce |
| Legenda | Gara non valida | Non qual./Non part. | Ritirato/Non class | Squalificato | '-' Dato non disp. | Grassetto – Pole position Corsivo – Giro più veloce |

#### Costruttori[13]
| Pos. | Costruttore | 1 MIS | 2 MON | 3 MIS | 4 MIS | 5 MUG | 6 MUG | 7 VAL | 8 MUG | P.ti |
| ---- | ----------- | ----- | ----- | ----- | ----- | ----- | ----- | ----- | ----- | ---- |
| 1    | Aprilia     | 1     | 1     | 1     | 1     | 1     | 1     | 1     | 1     | 200  |
| 2    | Honda       | 8     | 13    | 10    | 11    | 11    | 9     | 9     | 10    | 47   |
| 3    | Rumi        | 10    | 8     | Rit   | 10    | Rit   | Rit   | 3     | 9     | 43   |
| 4    | Friba       | 9     | 6     | 8     | Rit   | 10    | 15    | Rit   | 7     | 41   |

## Sistema di punteggio
| Pos.  | 1  | 2  | 3  | 4  | 5  | 6  | 7 | 8 | 9 | 10 | 11 | 12 | 13 | 14 | 15 | 16> |
| Punti | 25 | 20 | 16 | 13 | 11 | 10 | 9 | 8 | 7 | 6  | 5  | 4  | 3  | 2  | 1  | 0   |